# Tiger Zinda Hai
Tiger Zinda Hai é um filme de ação indiano de 2016, dirigido por Ali Abbas Zafar. A produção conta com as estrelas do cinema indiano Salman Khan, Katrina Kaif, e Sajjad Delfrooz e Angad Bedi, Kumud Mishra e Nawab Shah no apoio. Ele é o segundo da série Ek Tha Tiger e a segunda parte da série de filmes Tigre. O filme é baseado no rapto de enfermeiras Indianas pelo ISIL em 2014 e está programado para ser lançado em 22 de dezembro de 2017. A prévia do pôster foi revelada por Salman Khan, através de sua conta oficial no twitter, em 18 de outubro de 2017, por ocasião do Diwali. O trailer oficial foi lançado em 7 de novembro. O trailer já superou o do Star Wars: The Force Acorda (2015) em número de curtidas, tornando-se o trailer mais curtido do mundo através do YouTube

## Elenco
- Salman Khan como Tigre/Avinash Singh Rathore[11]
- Katrina Kaif como Zoya[12]
- Sajjad Delfrooz como Abu Usman
- Sudeep como Zahir, agente paquistanês do ISI [13]
- Angad Bedi como Navin[14]
- Kumud Mishra como Membro da Equipe Tigre
- Nawab Shah

## Produção
As filmagens ocorreram em Abu Dhabi, Áustria, Grécia e Marrocos. A última parte do filme foi rodada no mar Egeu, na ilha de Naxos, Grécia, em outubro de 2017. O ator iraniano Sajjad Delafrooz foi escalado para desempenhar o papel de Abu Usman, líder da organização terrorista do IAC. Sajjad Delafrooz tinha trabalhado em 2015 no filme indiano Baby.
A produção está orçada em 22 milhões de dólares, o que a torna uma das mais caras da Yash Raj Films productions, juntamente com o Thugs of Hindostan.